# Joannicjusz (Kobziew)
Joannicjusz, imię świeckie Iwan Kobziew (ur. 7 lutego 1938 w Nowosiołowce, zm. 17 października 2020) – biskup Ukraińskiego Kościoła Prawosławnego Patriarchatu Moskiewskiego.

## Życiorys
Urodził się w rodzinie chłopskiej. Był z pochodzenia Rosjaninem. Ukończył siedem klas szkoły podstawowej, po czym został robotnikiem budowlanym. W latach 1958–1960 uczył się w seminarium duchownym w Kijowie, zaś po jego zamknięciu przez władze radzieckie – przez dalsze dwa lata w analogicznej placówce w Odessie. W 1966 ukończył Moskiewską Akademię Duchowną z tytułem kandydata teologii, uzyskanym za pracę poświęconą św. Ignacemu (Brianczaninowowi). Jeszcze jako student, 16 listopada 1964, złożył wieczyste śluby zakonne w ławrze Troicko-Siergijewskiej, przyjmując imię Joannicjusz, zaś 24 listopada został hierodiakonem. 7 kwietnia 1969 wyświęcony na hieromnicha, zaś w 1971 podniesiony do godności igumena. W tym samym roku został zatrudniony jako wykładowca seminarium duchownego w Odessie. Od 1983 archimandryta. W 1986 został proboszczem parafii przy soborze Opieki Matki Bożej w Izmaile oraz dziekanem dekanatu izmailskiego.
13 grudnia 1988 miała miejsce jego chirotonia na biskupa słowiańskiego, wikariusza eparchii odeskiej i chersońskiej. 19 lutego 1990 przeniesiony na katedrę doniecką i ługańską, zaś po jej reorganizacji w roku następnym – ługańską i starobielską. W 1993 podniesiony do godności arcybiskupiej, zaś w 2001 został metropolitą.
Brał udział w spotkaniu biskupów Ukraińskiego Kościoła Prawosławnego w kwietniu 1992 w Żytomierzu, którego uczestnicy zaapelowali o zwołanie soboru swojego Kościoła, zaś jego zwierzchnika metropolitę Filareta (Denysenkę) oskarżyli o krzywoprzysięstwo. W efekcie spotkania oraz soboru, jaki miał miejsce w tym samym roku, metropolita Filaret został uznany za winnego rozbijania Kościoła i pozbawiony urzędu. W czasie pomarańczowej rewolucji razem z grupą innych prorosyjsko nastawionych hierarchów Kościoła (metropolici odeski Agatangel i doniecki Hilarion) popierał Wiktora Janukowycza, określając go jako prawowitego prezydenta.
31 marca 2007, w związku z podziałem eparchii ługańskiej, jego tytuł uległ zmianie na metropolita ługański i alczewski.
Z powodu choroby, uniemożliwiającej mu faktyczne kierowanie eparchią odszedł w stan spoczynku na mocy decyzji Świętego Synodu Ukraińskiego Kościoła Prawosławnego w dniu 21 lipca 2012. Jako jego stałe miejsce pobytu wyznaczony został Ługańsk; metropolita został mianowany proboszczem parafii przy soborze św. Mikołaja i Przemienienia Pańskiego w tymże mieście.
W 2014 r. wziął udział w inauguracji prezydentury Igora Płotnickiego, przywódcy nieuznawanej międzynarodowo Ługańskiej Republiki Ludowej. W 2017 r. został wpisany do bazy Myrotworeć za wspieranie prorosyjskich separatystów.
Zmarł w 2020 r.